# Chris Payne
Christopher „Chris“ Payne (* 15. September 1990 in Manly) ist ein australischer Fußballspieler.

## Karriere
Payne spielte bereits als Teenager für Manly United in der New South Wales Premier League und wurde 2008 vom A-League-Klub Sydney FC unter Vertrag genommen. Bei Sydney spielte das Sturmtalent überwiegend für die Nachwuchsmannschaft in der National Youth League und errang mit dem Team dort den Meistertitel. Für das Profiteam des Sydney FC absolvierte er in seiner Debütsaison fünf Einsätze, kam dabei aber auf lediglich 88 Minuten Spielzeit.
Im März 2009 wurde er erstmals in ein Trainingslager der australischen U-20-Auswahl eingeladen, das als Vorbereitung für die Junioren-WM 2009 im September in Ägypten diente.